# Alberto Bader
Alberto Bader (* 1959 in Turin) ist ein italienischer Werbefotograf und Filmregisseur.

## Leben
Bader schloss ein Kommunikationswissenschafts-Studium in New York ab, arbeitete als Fotograf in der Werbebranche und für zahlreiche Fernsehmagazine. Daneben drehte er Dokumentarfilme und Auftragsarbeiten für Firmen und Agenturen. 1995 fand sein Dokumentarfilm Sicilia, le pietre del tempo größere Beachtung; 1999 inszenierte er seinen ersten Spielfilm, der aber nur mäßige Verbreitung erlangte.

## Filmografie
- 1995: Sicilia, le pietre del tempo (Dokumentation)
- 1999: A casa di Irma